# Kirin Holdings
Kirin Holdings (キリンホールディングス?, Kirin Hōrudingusu) è  una holding finanziaria giapponese, facente parte del keiretsu Mitsubishi, attiva in numerose attività che spaziano dalla produzione di bibite alla logistica e attività ingegneristiche arrivando alla ristorazione.